# Gesta Regum Anglorum
Gesta Regum Anglorum (Hechos de los reyes de los ingleses) originalmente titulada De Gestis Regum Anglorum (Sobre los hechos de los reyes de los ingleses), y anglicada como  The Chronicles o The History of the Kings of England,  es una crónica de los reyes de Inglaterra de comienzos del siglo XII escrita por William of Malmesbury. Es una obra paralela a su Gesta Pontificum Anglorum (Hechos de los obispos de los ingleses) y fue continuada por su Historia Novella, que retoma el registro de hechos por varios años más.